# Jessica Córes
Jessica Córes (Magé, 15 de maio de 1990) é uma atriz brasileira, conhecida por atuar nas séries Verdades Secretas, País Irmão e por protagonizar a série Cidade Invisível e o filme Biônicos, ambos na Netflix.

## Biografia
Nascida em Magé, na baixada fluminense, Córes foi entregue para a patroa de sua mãe biológica por esta última, sendo criada em orfanatos até ser adotada aos seis anos por uma família branca de Copacabana. Em entrevistas, a atriz relatou que, apesar das poucas memórias de primeira infância e de ter sido adotada tardiamente, o processo ocorreu sem traumas, e hoje é uma incentivadora da prática. 
Para além da atuação, Jéssica possui uma graduação em Design (carreira que não chegou a exercer) e atua como modelo desde os dezessete anos de idade, já tendo participado de eventos como o São Paulo Fashion Week e a Paris Fashion Week.

## Carreira
Jessica Córes estreou na televisão no ano de 2015, interpretando a modelo Lyris na novela Verdades Secretas, da Rede Globo. Em 2017, estreou também na TV portuguesa com a série País Irmão, do canal RTP1. Em 2019, atuou na série The Stripper e em 2020 o longa-metragem internacional, Dear Child, além de participar das séries El Presidente e Brasil Imperial da Amazon Prime. Em 2021, tornou-se uma das protagonistas da série Cidade Invisível da Netflix, vivendo a sereia Camila, uma meia-entidade com os poderes de Iara, e do filme distópico Biônicos, onde interpretou a atleta de salto em distância Maria, em 2024, no mesmo streaming. 
Fez parte do elenco do filme Mamonas Assassinas - O Impossível Não Existe, cinebiografia da banda de rock cômico, Mamonas Assassinas, interpretando Claudia Gaiga, namorada do baterista Sérgio Reoli. com estreia nos cinemas do Brasil, no dia 28 de dezembro de 2023. No mesmo ano, integrou o elenco da novela das 19h Fuzuê como a misteriosa e passional Olívia, ex-namorada do protagonista Miguel (Nicolas Prattes) que tenta uma reaproximação do mesmo. Após a novela, integrou o elenco do thriller O Apanhador de Almas.

## Filmografia

### Televisão
| Ano     | Titulo            | Personagem       | Notas                       |
| ------- | ----------------- | ---------------- | --------------------------- |
| 2015    | Verdades Secretas | Lyris            |                             |
| 2017–18 | País Irmão        | Thaís            |                             |
| 2018    | Mister Brau       | Jéssica          | Episódio: "Refugiados"      |
| 2018    | O Tempo Não Para  | Idalina          | Episódio: "24 de novembro"  |
| 2019–20 | The Stripper      | Normani          |                             |
| 2020    | Brasil Imperial   | Ana do Congo     |                             |
| 2020    | Jogo da Corrupção | Maria            | Episódio: "Mentira"         |
| 2021    | Cidade Invisível  | Camila / Iara    |                             |
| 2022    | Jogo da Corrupção | Maria            | Episódio: "I Live for FIFA" |
| 2023    | Fuzuê             | Olívia de Castro |                             |

### Cinema
| Ano  | Título                       | Personagem | Notas          |
| ---- | ---------------------------- | ---------- | -------------- |
| 2015 | Só Assim Não Ficarei Sozinho | Ela        | Curta-metragem |
| 2023 | Mamonas Assassinas - O Filme | Bárbara    |                |
| 2024 | Biônicos                     | Maria      |                |